# Pavel Černý (1962)
Pavel Černý (* 11. října 1962) je bývalý český fotbalista, (útočník) a československý reprezentant. V československé reprezentaci odehrál v letech 1989–1991 čtyři utkání. Byl to hráč s přirozenou autoritou a vyhlášený střelec.
Jeho otec Jiří je také bývalý královéhradecký fotbalista, stejně tak syn Pavel.

## Klubová kariéra
Pavel Černý začínal s fotbalem v Novém Městě nad Metují, odkud se přesunul na 2 roky (1979–1981) do Spartaku Hradec Králové. Během základní vojenské služby působil krátce v klubech VTJ Tábor, VTJ Jindřichův Hradec a VTJ Hodonín, následně se do Hradce vrátil. Roku 1990 přestoupil jako vyhlášený střelec do Sparty Praha a získal s ní dva ligové tituly (1990 a 1991).
Pak hrával v letech 1992–1994 za japonský klub Sanfrecce Hirošima (1992–1994), kde se potkal s Ivanem Haškem. Do třetice se vrátil do Hradce Králové a když klub spadl o soutěž níž, stal se nejlepším střelcem druhé ligy (sezóna 2000/01). V té době mu bylo 38 let a je dosud nejstarším hráčem, kterému se to povedlo (od 1993/94).
Do Hradce Králové se vrátil v roce 1995. 10. května 2002 se v domácím ligovém utkání proti Blšanům (remíza 1:1) loučil s první ligou, v zápase si zahrál krátce se svým synem Pavlem Černým ml.
V červnu 2002 s prvoligovým fotbalem skončil a odešel do Lázní Bohdaneč. Jednou vyhrál československý (1992) a jednou český pohár (1995). Osmnáctkrát startoval v evropských pohárech a dal v nich dvě branky. V československé / české lize odehrál 287 utkání a dal 83 gólů. Členem prestižního Klubu ligových kanonýrů se stal po změně pravidel klubu v prosinci 2016, kdy se pro vstup do klubu přestaly započítávat pouze góly z evropských ligových soutěží.

## Ligová bilance
| Ročník                                   | Zápasy | Góly | Klub                   |
| ---------------------------------------- | ------ | ---- | ---------------------- |
| Česká národní fotbalová liga 1981/82     | 1      | 0    | VTJ Tábor              |
| Česká národní fotbalová liga 1984/85     | 30     | 16   | Spartak Hradec Králové |
| Česká národní fotbalová liga 1985/86     | 26     | 15   | Spartak Hradec Králové |
| Česká národní fotbalová liga 1986/87     | 28     | 23   | Spartak Hradec Králové |
| 1. československá fotbalová liga 1987/88 | 29     | 11   | Spartak Hradec Králové |
| 1. československá fotbalová liga 1988/89 | 30     | 13   | Spartak Hradec Králové |
| 1. československá fotbalová liga 1989/90 | 15     | 7    | AC Sparta Praha        |
| 1. československá fotbalová liga 1990/91 | 22     | 11   | AC Sparta Praha        |
| 1. československá fotbalová liga 1991/92 | 29     | 12   | AC Sparta Praha        |
| 1. česká fotbalová liga 1994/95          | 15     | 6    | SK Hradec Králové      |
| 1. česká fotbalová liga 1995/96          | 26     | 10   | SK Hradec Králové      |
| 1. česká fotbalová liga 1996/97          | 21     | 3    | SK Hradec Králové      |
| Gambrinus liga 1997/98                   | 25     | 4    | SK Hradec Králové      |
| Gambrinus liga 1998/99                   | 23     | 1    | SK Hradec Králové      |
| Gambrinus liga 1999/00                   | 29     | 4    | SK Hradec Králové      |
| 2. česká fotbalová liga 2000/01          | 29     | 17   | SK Hradec Králové      |
| Gambrinus liga 2001/02                   | 23     | 1    | SK Hradec Králové      |
| CELKEM 1. liga                           | 287    | 83   |                        |
| CELKEM 2. liga                           | 114    | 71   |                        |

## Reprezentační kariéra
Pavel Černý nastoupil na hřiště ve čtyřech zápasech v dresu československé fotbalové reprezentace. Ve všech utkáních střídal, dohromady nastřádal 72 minut. Gól nevstřelil.
Debutoval pod trenérem Jozefem Venglošem 15. září 1989 v přátelském utkání proti Rumunsku, které skončilo vítězstvím československého týmu 2:0.

### Zápasy v reprezentačním dresu
| Záp. | Datum       | Stadion                   | Soupeř    | Výsledek | Min. | Čas       | Hráč            | Soutěž          |
| ---- | ----------- | ------------------------- | --------- | -------- | ---- | --------- | --------------- | --------------- |
| 01   | 5. 9. 1989  | TJ Plastika, Nitra        | Rumunsko  | 2:0      | 09   | 82. (2:0) | Stanislav Griga | přátelský zápas |
| 02   | 21. 2. 1990 | Jose Rico Pérez, Alicante | Španělsko | 1:0      | 033  | 58. (1:0) | Milan Luhový    | přátelský zápas |
| 03   | 4. 4. 1990  | Za Lužánkami, Brno        | Egypt     | 0:1      | 020  | 71. (0:0) | Ľubomír Luhový  | přátelský zápas |
| 04   | 21. 8. 1991 | Strahov, Praha            | Švýcarsko | 1:1      | 010  | 81. (1:1) | Milan Luhový    | přátelský zápas |